# Krosna
Krosna är en ort i Litauen. Den ligger i den södra delen av landet, 120 km väster om huvudstaden Vilnius. Krosna ligger 114 meter över havet och antalet invånare är 401.
Terrängen runt Krosna är platt, och sluttar norrut. Runt Krosna är det ganska glesbefolkat, med 23 invånare per kvadratkilometer. Närmaste större samhälle är Simnas, 6,2 km öster om Krosna. Trakten runt Krosna består till största delen av jordbruksmark.